# Radio Minisat
Radio Minisat este un post de radio din județul Dâmbovița. A apărut pentru prima dată pe 15 martie 1995 pe frecvența 98,5 MHz și deține statutul de cel mai ascultat canal în acest județ, cât și de primul post de radio înființat în județ.